# Bistum Sabina
Das Bistum Sabina ist ein ehemaliges Bistum der römisch-katholischen Kirche. Das Bistum war ein Suburbikarisches Bistum, der jeweilige Bischof hatte den Rang einen Kardinalbischofs, die in der protokollarischen Rangordnung der römisch-katholischen Kirche direkt hinter dem Papst rangieren.

## Geschichte
Die historische Region Sabina hatte, zumindest ab dem 5. Jahrhundert, drei Diözesen: Forum Novum (Vescovio), Cures Sabini (Passo Corese) und Nomentum (Mentana). Curi, ursprüngliche Hauptstadt von Sabina und dessen Bischof trug auch den Titel Episcopus Sabinensis, wurde gegen Ende des 6. Jahrhunderts mit dem Bistum Nomento vereinigt, das wiederum in der zweiten Hälfte des 9. Jahrhunderts mit Vescovio (Forum Novum) vereinigt wurde. Damit gab es auf dem Gebiet von Sabina nur noch die Diözese Sabina. Von diesem Moment an trugen die Bischöfe den Titel Episcopi Sabinensis und der Ort, an dem sie lebten, nahm den Namen Episcopium sabinense an, von dem der heutige Ortsname von Vescovio, einem Weiler von Torri in Sabina, stammt. Grund hierfür war die Entvölkerung des Umlandes von Rom während sarazenischen und ungarischen Invasionen Ende des 9. Jahrhunderts. Rom selbst war durch seine Stadtmauern geschützt.
Die erste historische Beleg für die Diözese Forum Novum bezieht sich auf ein von Papst Hilarius im Jahr 465 einberufenen römischen Konzil. Dort Bischof Paolo teilnahm. Beginnend mit der Amtszeit von Papst Johannes I. nahmen die Bischöfe des Forum Novum den Titel „Bischöfe von Sabina“ an.
Mit der Bulle Convenit apostolico moderamine vom Monat Mai 944 bestätigte Papst Marinus II. Bischof Johannes II. alle Besitztümer seiner Diözese und legte auch ihre Grenzen fest, die bis nach Rom an den Toren von Porta Pinciana und Porta Salaria reichten. Die Bulle bestätigte unter anderem die Tatsache, dass die Diözese Nomento seit über hundert Jahren eingegliedert war. Als Kathedrale bestimmte er Santa Maria Madre di Dio, heute bekannt als Santa Maria della Lode, in Vescovio. Die Diözese umfasste ein sehr großes Gebiet, welches teilweise zum Herrschaftsgebiet des Papstes und dem der Langobarden gehörten. Heute liegt das Gebiet in den Provinzen Rieti und Rom. Zwischen den beiden Hauptgebieten lag die Abtei Farfa, das mehrfach als zum Bistum Sabina gehört bestätigt wurde. 1627 wurde die Abtei aber zur Territorialabtei erhoben und deren Gebiet von der Diözese Sabina abgetrennt. Dies sei „der Grund, warum sich der Bischof von Sabina manchmal Episcopus utriusque Sabinae, Bischof beider Sabinas, unterschrieb“.
Ab etwa der Mitte des 11. Jahrhunderts werden die Bischöfe von Sabina in zeitgenössischen Dokumenten als Kardinäle erwähnt und gehören damit zu jener kleinen Gruppe von Bischöfen die den Papst und die römischen Kurie bei der Verwaltung der wichtigsten Angelegenheiten der katholischen Kirche unterstützten. So wurde zum Beispiel Bischof Gregor 1078 von Papst Gregor VII. als sein Legat zu Kaiser Heinrich IV. gesandt. 1086 vertrat Donizzone den Papst bei der Beerdigung Anselm von Lucca in Mantua. Konrad von Wittelsbach wurde Ende des 12. Jahrhunderts wurde er als apostolischer Gesandter nach Syrien entsandt. Von den fast 60 Kardinalbischöfen von Sabina mit Sitz in Vescovio wurden in der Zeit zwischen dem 11. und dem Ende des 15. Jahrhunderts drei zu Päpsten gewählt: 1153 Corrado della Suburra der den Namen Anastasius IV. wählte, 1241 Goffredo da Castiglione mit dem Namen Coelestin IV. und 1265 Gui Foucois mit dem Namen Clemens IV.
Durch den Niedergang des Ortes Vescovio wurde es notwendig, den Bischofssitz an einen geeigneteren Ort zu verlegen. Papst Alexander VI. verlegte am 18. September 1495 mit der Bulle Sacrosancta Romana ecclesia den Bischofssitz von Vescovio nach Magliano Sabina. In der Bulle gesagt, dass der alte Sitz «in loco campestri desert et a neminehabitato est constituta», verlassen und unbewohnt, war. Die Kirche San Liberatore wurde als neue Kathedrale errichtet.
Kardinalbischof Gabriele Paleotti (1591–1597) setzte in der Diözese die Vorgaben des Konzil von Trient um. Er hielt mehrere Synoden ab, führte die Pastoralvisitation in der Diözese ein und errichtet das bischöfliche Seminar Scipione Caffarelli-Borghese (1629–1633). 1630 ernannte Papst Urban VIII. mit Giovanni Battista Piccolomini einen Weihbischof für die Diözese Sabina ein. Da der Kardinalbischof der Diözese durch seine Aufgaben an der römischen Kurie beschäftigt war, übernahmen die Weihbischöfe ein Großteil der Seelsorge und Leitungsaufgaben.
1841 gründete Papst Gregor XVI. das Bistum Poggio Mirteto. Hierbei wurde das Gebiet von Sabina auch neu umschrieben. Sabina gab 21 Pfarreien an das neugegründete Bistum Poggio Mirteo ab sowie jeweils 4 an das Bistum Narni und das Bistum Tivoli. Gleichzeitig wurde dem Bistum das Gebiet der vormaligen Territorialabtei Farfa zugewiesen. Seither tragen die Kardinalbischöfe von Sabina den Titel „Abt von Farfa“. Durch diese Änderungen wurde das Bistum in zwei nicht zusammenhängende Teile geteilt. Der südliche Teil lag in der Provinz Rom und der Nördliche in der Provinz Rieti.
Am 3. Juni 1925 vereinigte Papst Pius XI. Sabina mit dem Bistum Poggio Mirteto zum Bistum Sabina-Poggio Mirteto. Allerdings blieben beide Domkapitel bestehen und in Poggio Mirteto steht die Ko-Kathedrale der neuerrichteten Diözese.
Die drei alten Sabinerdiözesen, aus denen das Bistum Sabina hervorging, sind mittlerweile Titularbischofssitze: Nomentum (Nomentanus episcopus), heute Mentana, Cures Sabinorum (Curensis seu Santi Anthimi episcopus), heute Passo Corese, und Forum Novum (Foronovanus episcopus), heute Vescovio.